# Дреново (област Благоевград)
Вижте пояснителната страница за други значения на Дреново.
Дрѐново (изписване до 1945 година: Дрѣново) е село в Югозападна България. То се намира в община Петрич, област Благоевград.

## География
Село Дреново се намира в източните склонове на Огражден планина на 22 км северно от град Петрич. Климатът е преходно-средиземноморски с летен минимум и зимен максимум на валежите.

## История
За първи път селото се споменава с днешното си име Дреново в грамота на Иван и Константин Драгаш, датирана около 1378 година.
Със същото име то се споменава отново в османски дефтер от 1570 година. През същата година в него живеят 84 християнски и 3 мюсюлмански домакинства.
През XIX век Дреново е чисто българско, числящо се към Петричка кааза на Серски санджак. В „Етнография на вилаетите Адрианопол, Монастир и Салоника“, издадена в Константинопол в 1878 година и отразяваща статистиката на населението от 1873 година, Дреново (Drianovo) е посочено като село с 55 домакинства със 190 жители българи. Съгласно известната статистика на Васил Кънчов („Македония. Етнография и статистика“) от 1900 година в селото живеят 200 жители, всички българи-християни. Според статистиката на секретаря на Българската екзархия Димитър Мишев („La Macédoine et sa Population Chrétienne“) в 1905 година населението на Дряново (Drianovo) се състои от 208 българи екзархисти.
При избухването на Балканската война през 1912 година един жител на селото е доброволец в Македоно-одринското опълчение.

## Население

### Етнически състав
Преброяване на населението през 2011 г.
Численост и дял на етническите групи според преброяването на населението през 2011 г.:
|                     | Численост |
| Общо                | 107       |
| Българи             | 106       |
| Турци               | -         |
| Цигани              | -         |
| Други               | -         |
| Не се самоопределят | -         |
| Неотговорили        | 1         |